# Гімн Папуа Нової Гвінеї
Гімн Папуа Нової Гвінеї — композиція «O Arise, All You Sons» («Встаньте, о сини!»). Композиція була затверджена як національний гімн після здобуття країною незалежності 16 вересня 1975 року.